# Hibiya (métro de Tokyo)
Hibiya (日比谷駅, Hibiya-eki) est une station du métro de Tokyo sur les lignes Chiyoda, Hibiya et Mita dans l'arrondissement de Chiyoda à Tokyo. Elle est exploitée conjointement par le Tokyo Metro et le Bureau des Transports de la Métropole de Tokyo (Toei).

## Situation sur le réseau
La station Hibiya est située au point kilométrique (PK) 8,0 de la ligne Chiyoda, au PK 8,2 de la ligne Hibiya et au PK 7,3 de la ligne Mita.

## Histoire
La station a été inaugurée le 29 août 1964 sur la ligne Hibiya. La ligne Chiyoda dessert la station depuis le 20 mars 1971, et la ligne Mita depuis le 30 juin 1972.

## Services aux voyageurs

### Accès et accueil
La station est ouverte tous les jours.
En moyenne, 101 464 voyageurs ont fréquenté quotidiennement la station en 2015 (partie Tokyo Metro).

Installations de la station
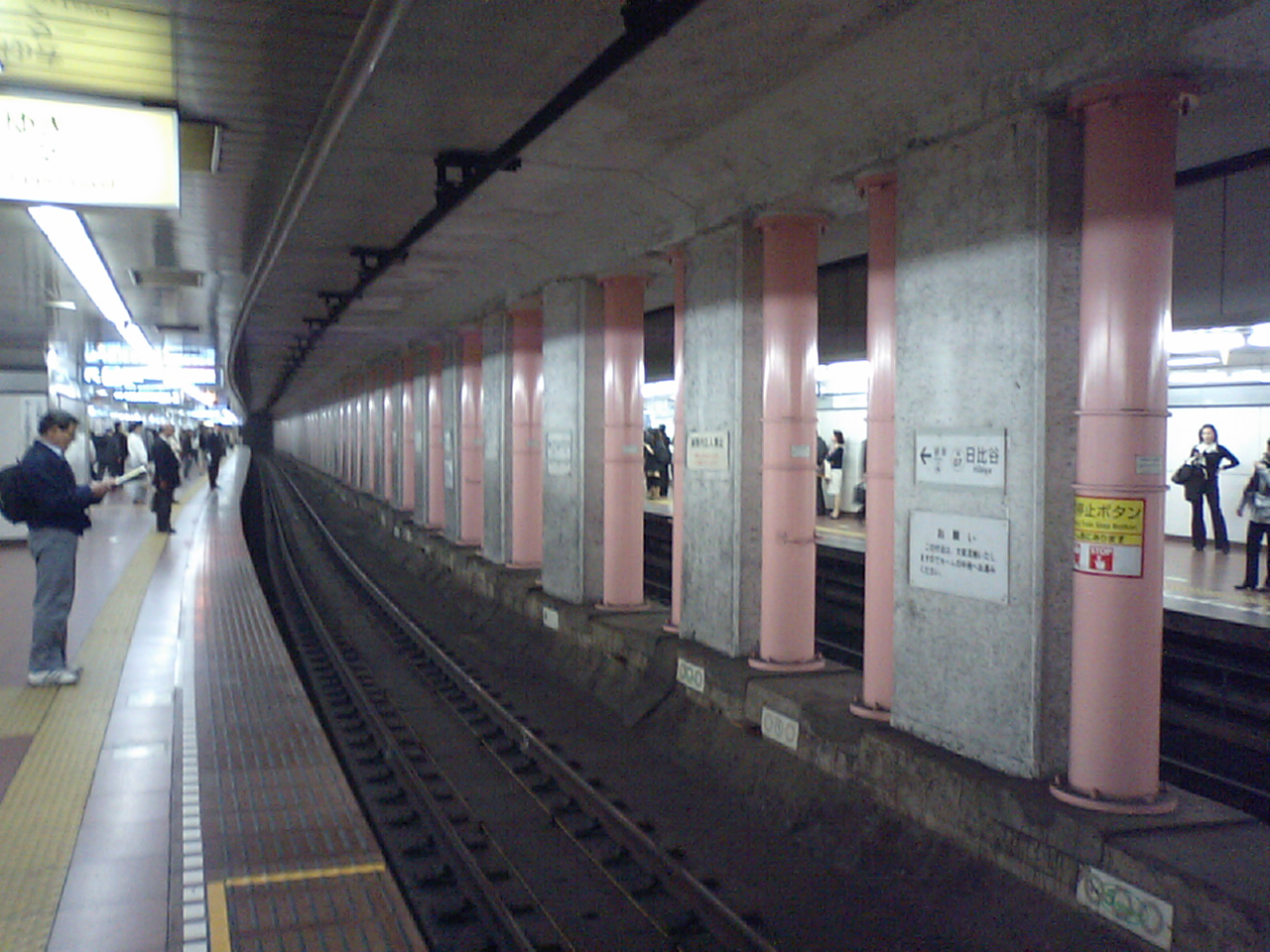
Quais de la ligne Hibiya
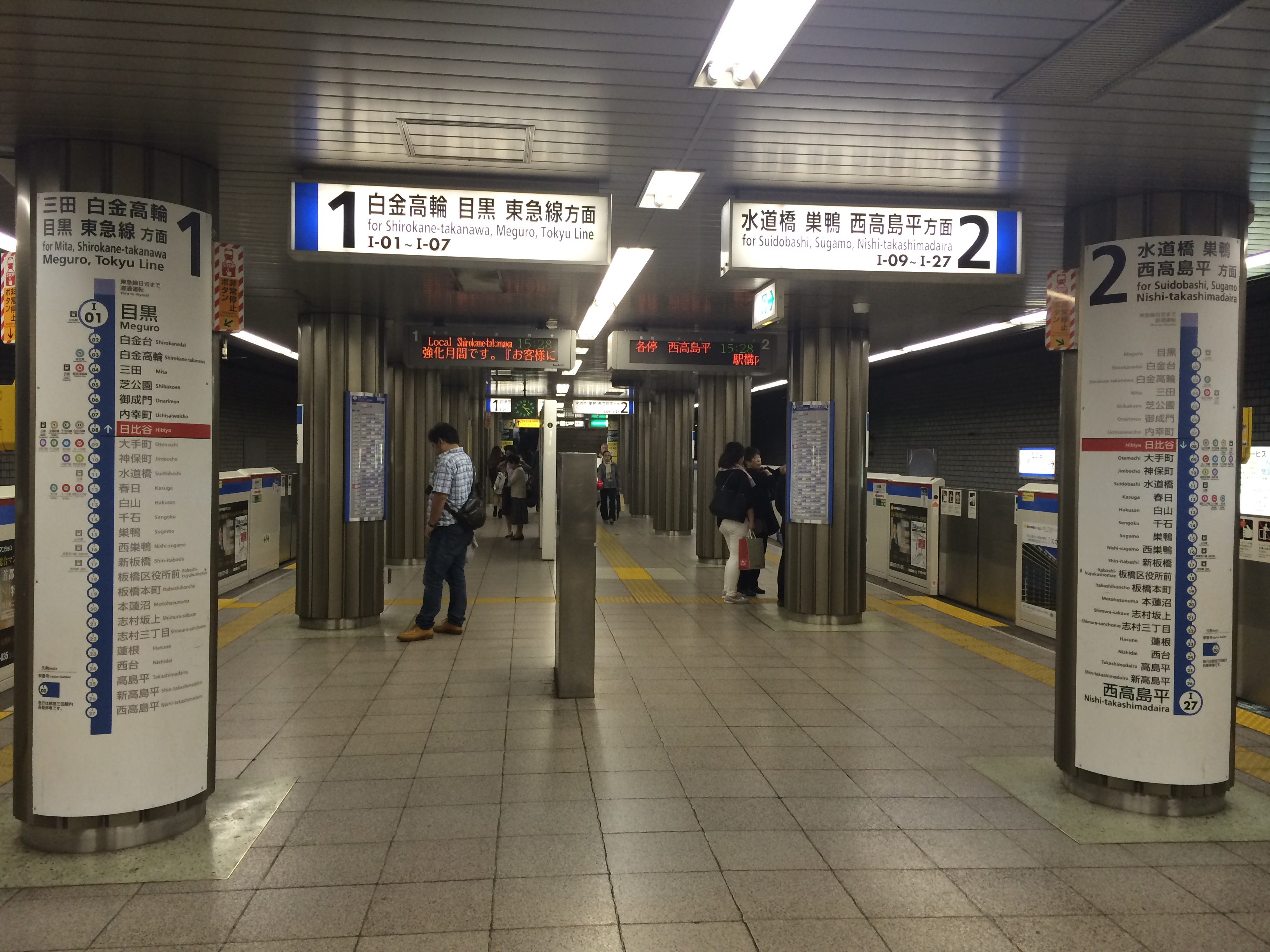
Quai de la ligne Mita
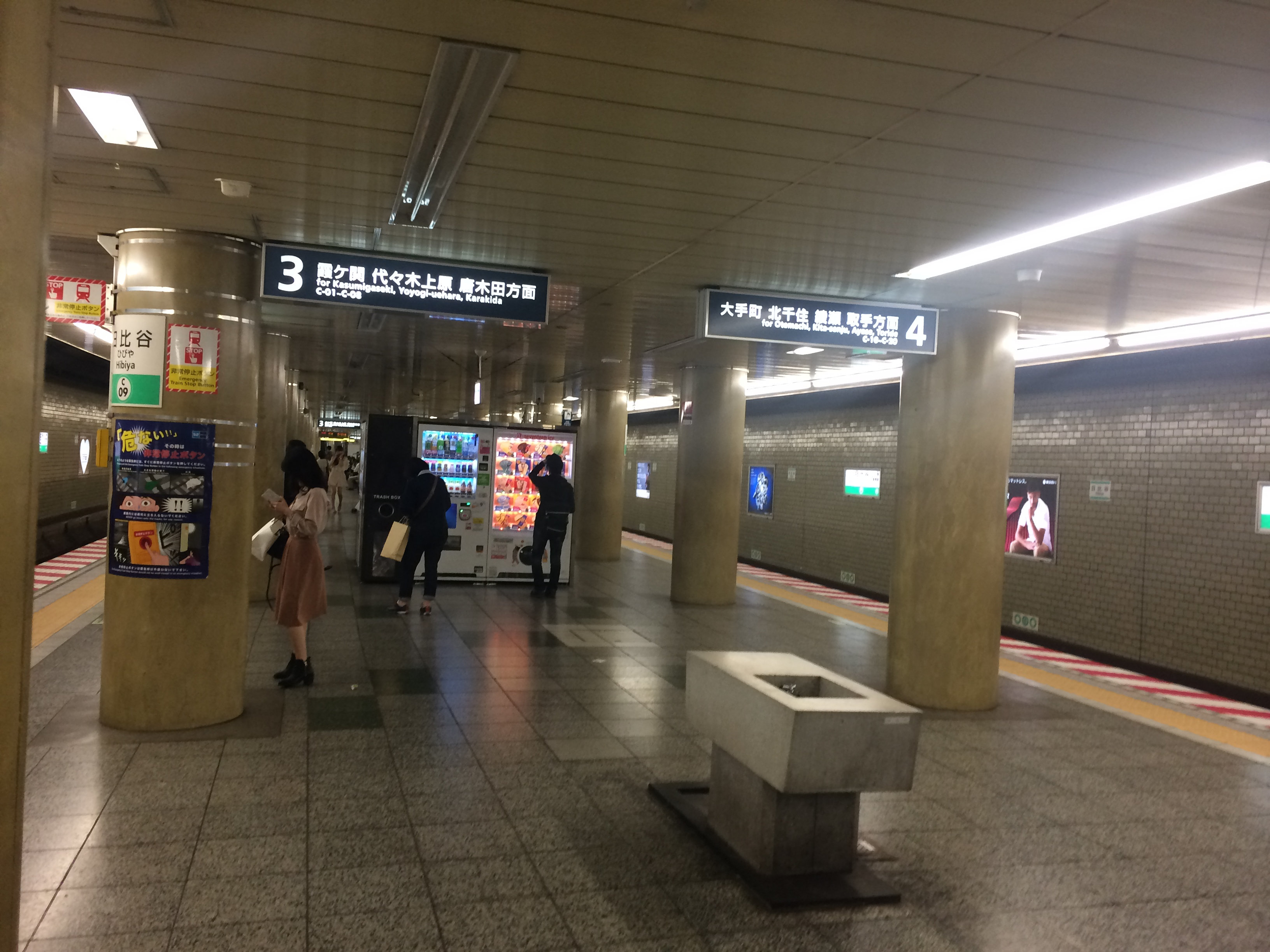
Quai de la ligne Chiyoda

### Desserte
- Ligne Hibiya
  - voie 1 : direction Naka-Meguro
  - voie 2 : direction Kita-Senju (interconnexion avec la ligne Tōbu Skytree pour Kuki et Minami-Kurihashi)
- Ligne Chiyoda :
  - voie 3 : direction Yoyogi-Uehara (interconnexion avec la ligne Odakyū Odawara pour Hon-Atsugi et Isehara)
  - voie 4 : direction Ayase (interconnexion avec la ligne Jōban pour Toride)
- Ligne Mita :
  - voie 1 : direction Meguro (interconnexion avec la ligne Tōkyū Meguro pour Hiyoshi)
  - voie 2 : direction Nishi-Takashimadaira

### Intermodalité
La station est reliée à la gare de Yūrakuchō (lignes Yūrakuchō, Yamanote et Keihin-Tōhoku) située à proximité.

## À proximité
- Théâtre Takarazuka
- Parc d'Hibiya
- Hôtel impérial